# Gortavacoosh
Gortavacoosh är en by i nordöstra Limerick, på Irland. Gortavacoosh har ca 10 invånare, och ligger väst om Cappamore, nord om Caherconlish och syd om Moroe.